# Hang động Coreca
Hang động Coreca là hai hang động karst (Grotta du 'Scuru, cb404, và Gruttuni, cb405) nằm dọc theo bờ biển Tyrrhenus của Calabria, gần Coreca, Amantea, Italia.

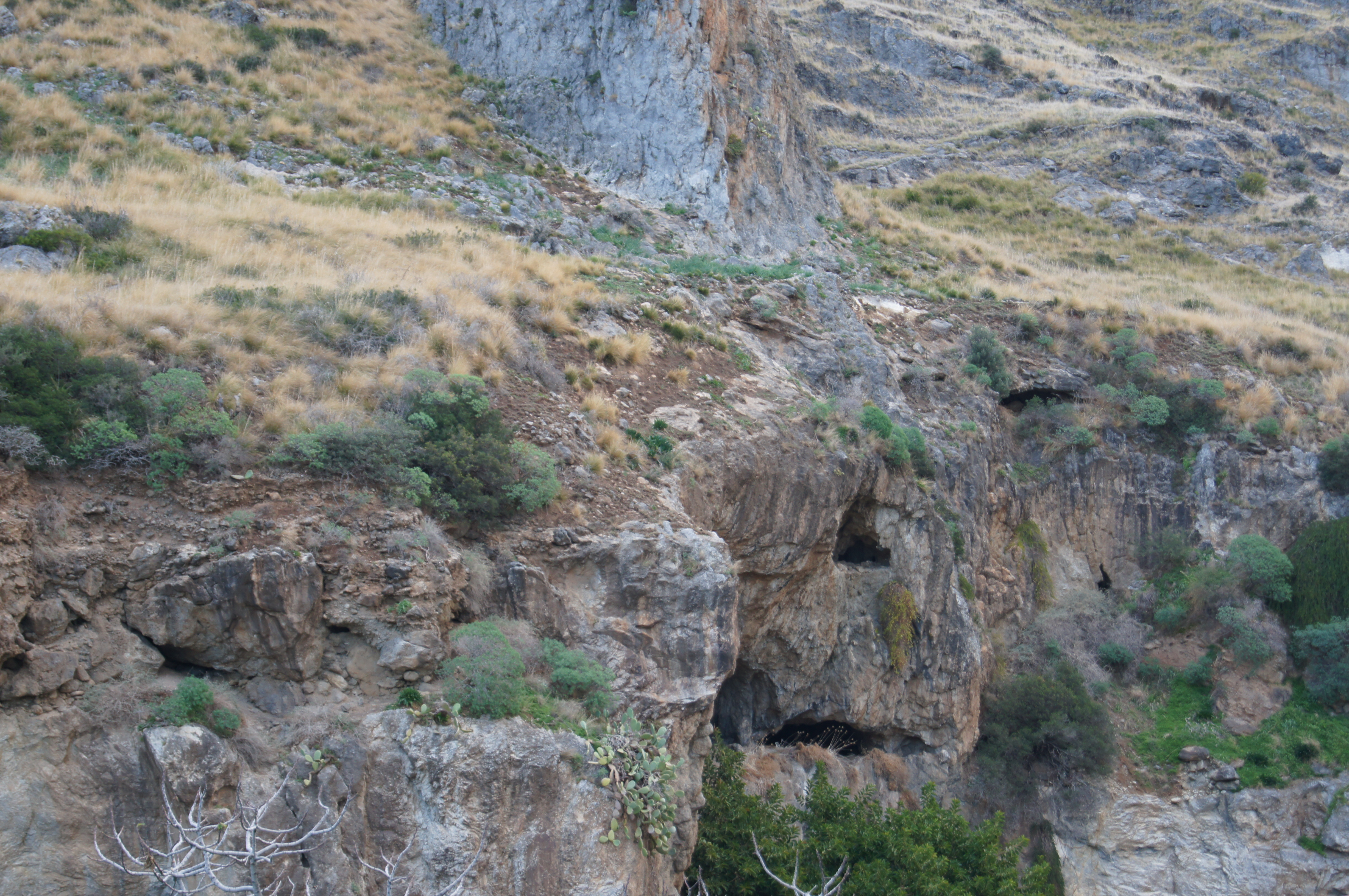
Grotta du' Scuru

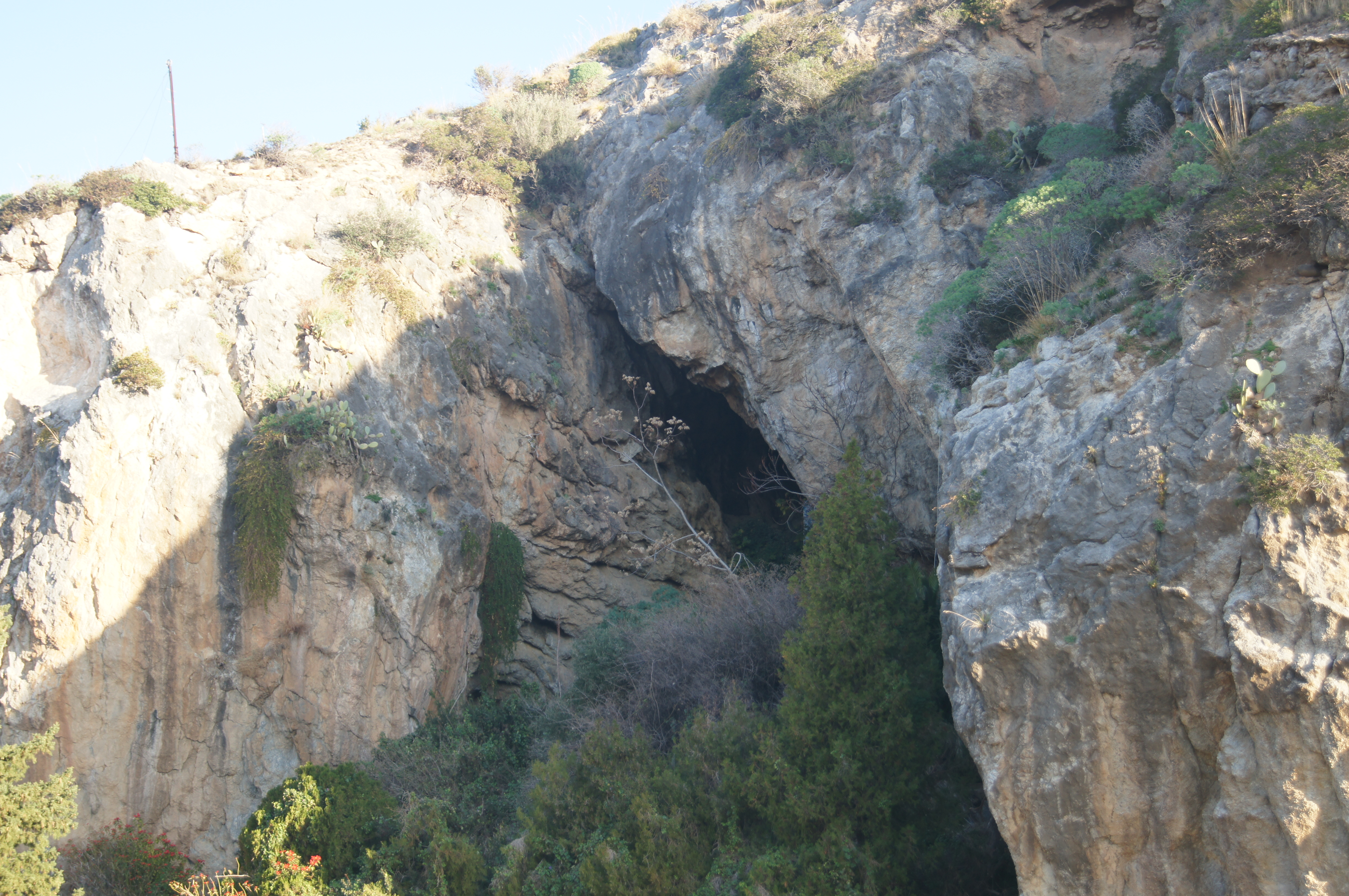
Grotta du Pecuraru

Hai lối vào của chúng rất gần nhau, cách nhau khoảng 10 mét. Trước đây chúng nằm sát mực nước biển, nhưng bây giờ chúng nằm cách mặt nước khoảng 25m, trên vách đá nên rất khó tiếp cận. Hai cửa hang nay khác nhau về chiều rộng. Lối vào Gruttuni rộng nên bên trong khá là sáng trong khi cửa của Grutta du 'Scuru hẹp nên phía trong rất là tối.
Hai hang động này có vai trò quan trọng đối với khảo cổ học. Vào năm 2012, chúng được chứng minh (xác nhận bởi các học giả Piedmontese từ trước đó) là đã được sử dụng từ giai đoạn cuối thời kỳ đồ đồng. Các đồ tạo tác được tìm thấy ở đây (đất nung, cối xay đá, hòn cuội mài tròn,...) được bảo quản khá tốt vì rất khó để vào hang. Chúng cho thấy công dụng khác nhau khác nhau của hai hang: Gruttuni để ở trong khi Scuru sử dụng cho tang lễ.